# Кочержова, Анастасия Борисовна
Анастасия Борисовна Кочержова (род. 16 октября 1990, Ангарск, Иркутская область) — российская легкоатлетка и бобслеистка.

## Карьера

### Лёгкая атлетика
На Чемпионате России по лёгкой атлетике 2011 года в составе четвёрки Иркутской области выиграла «серебро» в эстафете 4×400 метров. В 2012 году Анастасия становится чемпионкой России в эстафете 4×100 метров. На зимнем чемпионате России 2013 года заняла второе место на дистанции 200 метров, а также стала чемпионкой страны в составе команды Иркутской области в эстафете 4×200 метров. На чемпионате России 2014 года Анастасия завоевала «золото» (в эстафете 400+300+200+100 м) и два «серебра» (в эстафете 800+400+200+100 м и в эстафете 4×100 метров). На чемпионате России 2016 года Кочержова побеждает на дистанции 200 метров, а также становится серебряным призёром в эстафете 4х400 метров.
В 2013 году Анастасия принимала участие в Универсиаде 2013 года, представляя Российский государственный университет физической культуры, спорта, молодёжи и туризма. Россиянки были четвёртыми в эстафете 4×100 метров, а в индивидуальных соревнованиях Анастасия стала восьмой на 200-метровке.

### Бобслей

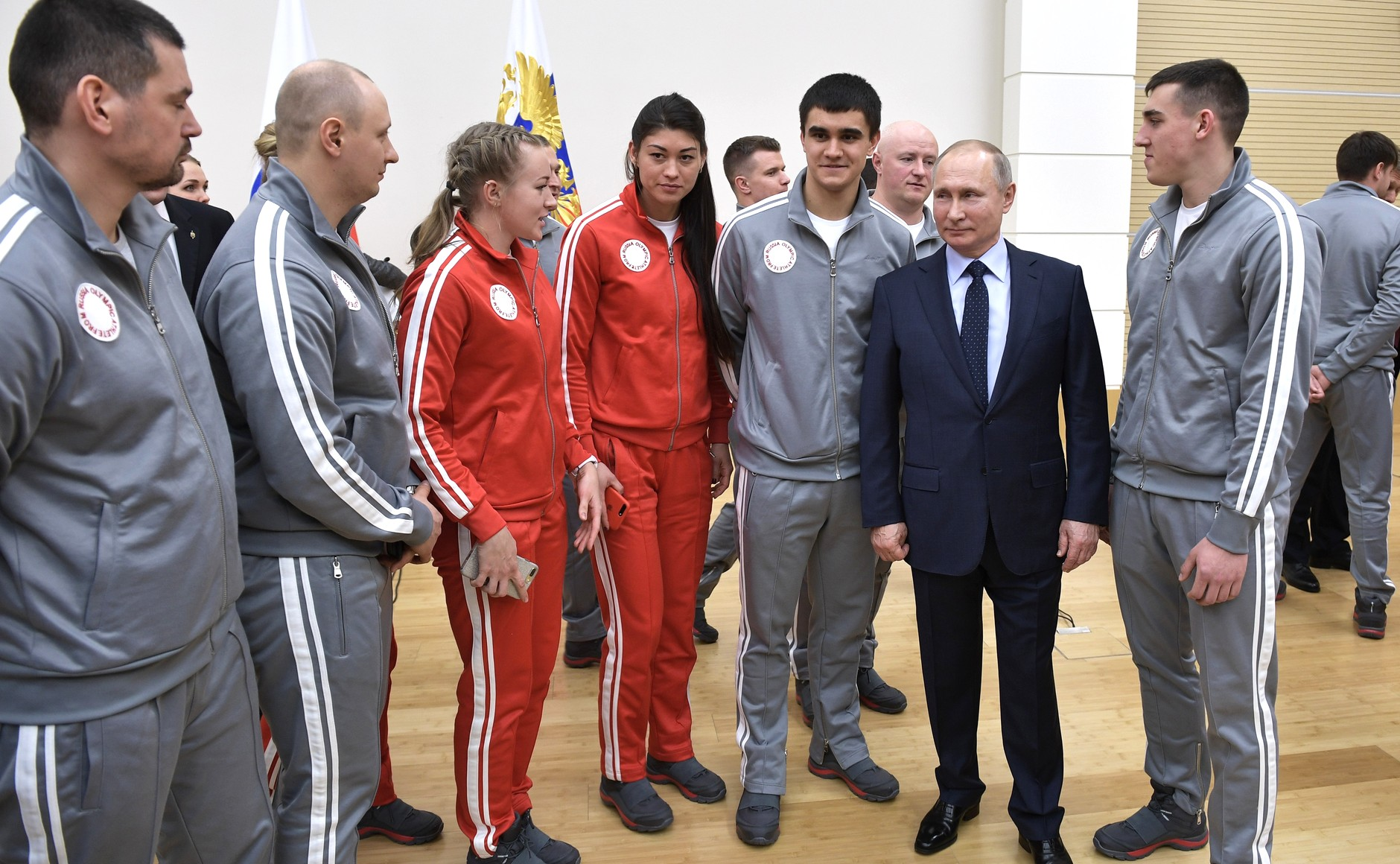
Анастасия Кочержова (в центре) на встрече с Владимиром Путиным

На чемпионате Европы 2017 года по бобслею, будучи разгоняющей у Надежды Сергеевой, завоевала первые для России медали женского бобслея. Также была разгоняющей у Александры Родионовой.
В феврале 2018 года представляла Россию на Зимних Олимпийских играх 2018 года в Пхёнчхане. В Пхёнчане Анастасия Кочержова и Надежда Сергеева заняли 12-е место в соревнованиях двухместных экипажей.

## Лучшие результаты
- 100 м — 12.10 (Чебоксары, 04.07.2012)
- 200 м — 23.12 (Ерино, 10.07.2014)
- 400 м — 53.97 (Чебоксары, 21.07.2011)
- 4×100 м — 43.98 (Казань, 12.07.2013)
- 4×400 м — 3:32.00 (Чебоксары, 24.07.2011)
- 60 м в помещении — 7.57 (Саранск, 02.03.2012)
- 200 м в помещении — 23.57 (Иркутск, 26.01.2013)
- 300 м в помещении — 40.06 (Омск, 24.12.2011)
- Прыжок в длину в помещении — 5.48 (Москва, 25.01.2013)
- 4×200 м в помещении — 1:34.55 (Москва, 14.02.2013)